# 动态图形
动态图形（英語：motion graphics）是数字视频或动画的一部分，它产生运动或旋转的错觉，并通常结合录音在多媒体项目中使用。它们通常通过电子媒体技术显示，也可以通过手动的技术显示（如西洋镜、费纳奇镜、频闪、活动视镜、手翻書）。该术语区别于那些随着时间的变换外观的图形，而没有指定的形式。

## 范围
动态图形超出大多数通常的逐帧画面和动画。计算机能计算和随机变化图像，来创造运动和转换的错觉。计算机动画可以通过自动补间动画来节省存储空间（内存）这些主要的帧通常被称为关键帧或低CP。Adobe Flash使用自动补间动画以及逐帧动画和视频帧。

## 历史
由于动态图形没有被普遍接受的定义，这种艺术形式正式开始是有争议的。据称，早在19世纪，就出现了可以被归类为动态图形的作品。Michael Betancourt写了此领域第一个深入的实地调查，主张20世纪20年代由Walther Ruttmann、Hans Richter、Viking Eggeling 和 Oskar Fischinger制作的可视音乐和历史抽象电影是动态图形的基础。

最初使用“动态图形”一词的是动画师约翰·惠特尼他在1960年创建了一个名叫“动态图形”的公司。
索爾·巴斯是电影场片头发展的一个重要先驱。他的作品包括热门电影的片头，如《金臂人》、《迷魂記》、《桃色血案》、《西北偏北》、《惊魂记》和《华府千秋》。他的设计很简单，但却有效地传达了电影的气氛。

## 计算机生成的动态图形
术语“动态图形”起源于计算中的视频编辑，也许是为了跟上新技术的步伐。在电脑被广泛使用之前，制作动态图形是昂贵和费时的，限制其只能在高预算的电影和电视制作中使用。在20世纪80年代末到90年代中期，基于英国宽泰的昂贵的专有图形系统在许多电视台是很常见的。随着在计算机上产生动态图形的成本降低，该学科已得到更广泛的应用。随着桌面程序的实用化，如Adobe After Effects、Discreet Combustion 和 Apple Motion,动态图形的制作已变得越来越容易。
“动态图形”一词被Trish和Chris Meyer所撰写的《Creating Motion Graphics》中得到推广（此书介绍使用Adobe After Effects）。这是专门用于视频制作的桌面应用程序的开始，但不是编辑或3D程序。这种“在中间的”动态图形及由此产生的动画风格的概念是它有时被称作“2.5D”的原因。
动态图形作为一种艺术形式，并结合扫描摄影机路径和3D元素继续发展。尽管它们相对复杂，Autodesk Maya和3D Studio Max还是广泛用于动画和动态图形设计。
许多动态图形动画师们会根据各方案的优势学习几种三维图形软件包。虽然动态图形往往趋向一个特定的软件的能力，但软件只是设计师使用的把愿景带到生活中一种工具。

## 粒子系统
最流行的动态图形工具之一是一个粒子系统——一种动态图形技术，用于生成多个动画元素。这种类型的动画通常被称为程序动画。粒子系统可作为一个插件，或一个独立的应用程序，或作为一个集成的动态图形包的一部分。

## 动画
一个动态图形项目的元素可以通过各种手段实现，取决于软件的能力。这些元素可能是艺术，文字，照片或视频剪辑的形式。动画的最普遍的构成是关键帧，其中一个对象的属性可以指定在某个时间点，通过设置一系列的关键帧，使该对象的属性可以自动改变（或渐变）的关键帧之间的帧。另一种方法涉及一个行为系统，如Apple Motion，通过模拟自然的力量控制这些变化而不需要更加严格而精确的关键帧。还有一个方法是使用公式或脚本。

## 艺术家
- 索尔·巴斯
- Maurice Binder
- 斯坦·布拉哈格
- Kyle Cooper
- Pablo Ferro
- Oskar Fischinger
- Martin Lambie-Nairn
- Len Lye
- Norman McLaren
- MK12